# Viluvere
Viluvere és una localitat del municipi de Põhja-Pärnumaa al comtat de Pärnu, Estònia, amb una població censada a final de l'any 2011 de 52 habitants.
Està situada al nord-est del comtat, a poca distància del riu Pärnu i de la frontera amb el comtat de Rapla.